# 隱䴉屬
隐鹮属是朱鷺科朱鷺亞科的一個屬，其學名來自希臘語“γέρωντος”（gérontos），意思是“老人”，以指其禿頭。其模式種為禿鹮。
除去現存的兩個种隱鹮和禿鹮之外，該屬還包括三個化石種，即迷鹮（Geronticus perplexus，中中新世）、無嵴鹮（Geronticus apelex，早上新世）與巴爾幹鹮（Geronticus balcanicus，晚上新世）

## 外部連接
- Geronticus, Systema Naturae 2000 （页面存档备份，存于） Navigate: Taxon Index, Genus Level, G
- Bald Ibis by Adam Riley （页面存档备份，存于）, Focusing on Wildlife